# Großenwörden
Großenwörden is een gemeente in de Duitse deelstaat Nedersaksen. De gemeente maakt deel uit van de Samtgemeinde Oldendorf-Himmelpforten in de Landkreis Stade.
Großenwörden telt 464 inwoners.
Het dorp wordt begrensd door de hier sterk meanderende rivier de Oste. Aan de overkant ligt Kleinwörden, dat tot Hechthausen in de Samtgemeinde Hemmoor behoort.
Großenwörden komt voor het eerst in het jaar 1255 als Wurden voor in een document. Het is tot op de huidige dag een weinig belangrijk boerendorp gebleven.
Te Großenwörden staat een bezienswaardig, evangelisch-luthers dorpskerkje. Deze Mariakerk werd in 1636 gebouwd. Het interieur dateert overwegend uit de 19e eeuw. Verder staan in het dorp nog enige monumentale boerderijen, overwegend uit de 19e eeuw.
Agathenburg · 
Ahlerstedt · 
Apensen · 
Balje · 
Bargstedt · 
Beckdorf · 
Bliedersdorf · 
Brest · 
Burweg · 
Buxtehude · 
Deinste · 
Dollern · 
Drochtersen · 
Düdenbüttel · 
Engelschoff · 
Estorf · 
Fredenbeck · 
Freiburg (Elbe) · 
Großenwörden · 
Grünendeich · 
Guderhandviertel · 
Hammah · 
Harsefeld · 
Heinbockel · 
Himmelpforten · 
Hollern-Twielenfleth · 
Horneburg · 
Jork · 
Kranenburg · 
Krummendeich · 
Kutenholz · 
Mittelnkirchen · 
Neuenkirchen · 
Nottensdorf · 
Oederquart · 
Oldendorf · 
Sauensiek · 
Stade · 
Steinkirchen · 
Wischhafen